# Vierge à l'Enfant avec sainte Élisabeth, saint Jean le Baptiste enfant et sainte Catherine
Vierge à l'Enfant avec sainte Élisabeth, saint Jean le Baptiste enfant et sainte Catherine est un tableau réalisé en 1565-1570 par le peintre italien Paul Véronèse. De format horizontal, cette huile sur toile est une Madone qui représente Marie assise entre le petit Jean le Baptiste et sainte Catherine alors que tous deux jouent avec l'Enfant Jésus, sous le regard de sainte Élisabeth. L'œuvre est conservée depuis 1956 au Timken Museum of Art, à San Diego, en Californie, aux États-Unis.